# スチュアート郡 (ジョージア州)

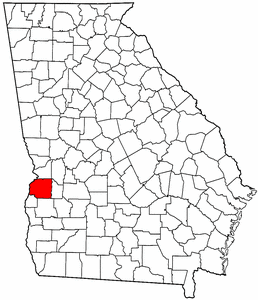

スチュアート郡（Stewart County）は、アメリカ合衆国ジョージア州にある郡である。人口は5,851人（2016年推計）。郡庁所在地はランプキンである。

## 地理
アメリカ合衆国統計局によると、この郡は総面積1,200 km2 (463 mi2) である。このうち1,188 km2 (459 mi2) が陸地で12 km2 (5 mi2) が水地域である。総面積の0.98%が水地域となっている。

## 人口動勢
2000年現在の国勢調査で、この郡は人口5,252人、2,007世帯、及び1,348家族が暮らしている。人口密度は4/km2 (11/mi2) である。2/km2 (5/mi2) の平均的な密度に2,354軒の住宅が建っている。この郡の人種的な構成は白人37.11%、アフリカン・アメリカン61.54%、先住民0.25%、アジア0.17%、太平洋諸島系0.00%、その他の人種0.11%、及び混血0.82%である。ここの人口の1.50%はヒスパニックまたはラテン系である。
この郡内の住民は24.90%が18歳未満の未成年、18歳以上24歳以下が8.00%、25歳以上44歳以下が25.30%、45歳以上64歳以下が23.30%、及び65歳以上が18.50%にわたっている。中央値年齢は39歳である。女性100人ごとに対して男性は91.50人である。18歳以上の女性100人ごとに対して男性は85.40人である。
この郡内の世帯ごとの平均的な収入は24,789米ドルであり、家族ごとの平均的な収入は29,611米ドルである。男性は27,568米ドルに対して女性は19,035米ドルの平均的な収入がある。この郡の一人当たりの収入 (per capita income) は16,071米ドルである。人口の22.20%及び家族の17.20%は貧困線以下である。全人口のうち18歳未満の30.40%及び65歳以上の21.90%は貧困線以下の生活を送っている。

## 都市及び町
- ランプキン (Lumpkin)
- リッチランド (Richland)